# السلطان أجونج
السلطان أجونج (بالإندونيسية: Sultan Agung dari Mataram) أو السلطان أجونج أنيوكروكوسومو أو السلطان أجونج هانيوكروكوسوم سلطانًا وحاكمًا لسلطنة ماتارام (1613-1645). كما أنه قام ببناء قصر كارتا عام 1614 والمقبرة الملكية في إيموجيري.
يعتبر السلطان أجونج (اسمه يعني حرفيًا، «السلطان العظيم» أو «السلطان الملكي») موضوعًا ثريًا للنصوص الأدبية حيث كان معروفًا كحاكم جاوي، كما أنه حارب الاستعمار الهولندي، المتمثل في شركة الهند الشرقية الهولندية، وكان شخصية حية في البنية الثقافية حيث كان السحر والأساطير متداخلين مع الأحداث والأشخاص التاريخية الموثوق منها. ويرجع له الفضل في التوسع العظيم لماتارام وتراثها التاريخي الباقي حتى الآن وذلك نتيجة للفتوحات العسكرية الموسعة في فترة حكمه الطويلة.

## الفتوحات الإقليمية

الامتداد الأقصى لسلطنة ماتارام خلال حكم السلطان أجونج هانيوكروكوسومو (Agung Hanyokrokusumo) (1613-1645)

قام السلطان أجونج بشن الهجوم على مدينة سورابايا عام 1614، بالإضافة إلى مدينة مالانج والتي تقع بين جنوب مدينة سورابايا، والطرف الشرقي لجزيرة جاوة. وفي عام 1615، قام هو شخصيًا بقيادة الجيش لفتح مدينة ويراسابا (والمعروفة الآن باسم موجواجونج، الواقعة بقرب موجوكيرتو. في عام 1616، حاولت قوات سورابايا الهجوم على ماتارام لرد الصاع صاعين، ولكن بسبب غياب حلفاء سورابايا انهزم جيش سورابايا شر هزيمة وذلك من قبل قوات السلطان أغونغ في مدينة سيوالان، مملكة باجانج (بالقرب من سوراكارتا. فُتحت مدينة لاسم الساحلية، الواقعة قرب مدينة ريمبانج، في عام 1616، كما تم السيطرة على مدينة باسوروان، والتي تقع جنوب شرق مدينة سورابايا، في عام 1617.كما أن مدينة توبان، والتي تُعتبر واحدة من أقدم وأكبر المدن على ساحل جزيرة جاوة، فُتحت عام 1619.
فكانت مدينة سورابايا عدو ماتارام الأكثر شراسة. لم يكن جد أجونج، سناباتي، يشعر بالقوة الكافية التي تمكنه من شن الحرب على تلك المدينة القوية، كما قام والده، سيدا إنج كرابياك، بالهجوم على المدينة من غير طائل. لكن السلطان أجونج نجح في إضعاف سورابايا بعد احتلاله لمدينة سوكادانا، حليف سورابايا في جنوب غرب مدينة كليمنتان، عام 1622، بالإضافة إلى جزيرة مادورا، وهي الحليف الآخر لسورابايا، عام 1624 وذلك بعد معركة ضروس. نجح أخيرًا أجونج في إخضاع سورابايا بعد خمس سنوات من الحرب في الحصار عام 1625. وبعدما انضمت سورابايا للإمبراطورية، أصبحت مملكة ماتارام تضم وسط وشرقي جزيرة جاوة، ومدينة مادورا، ماعدا الطرف الشرقي والغربي للجزيرة وجنوبها الجبلي (ماعدا ماتارام، بالطبع). بينما ظلت مقاطعة بانتين في الجزء الغربي والمستعمرات الألمانية في باتافيا خارج سيطرة أجونج. ومع ذلك فقد حاول أجونج عامي 1628-29 إجبار الألمان على الخروج من مدينة باتافيا، لكنه باء بالفشل. ففي اليوم السابع والعشرين من شهر أغسطس، عام 1628 قاد أجونج حصار باتافيا، الذي فشل فشلاً ذريعًا.

## انحدار المملكة
بحلول عام 1625، أصبحت ماتارام هي الحاكم الوحيد لجزيرة جاوة بلا منازع. رغم ذلك، قوة ماتارام العسكرية لم تحول حكامها السابقين دون القيام بعصيان. فقد تمرد باجانج عام 1617، في حين أعلن باتي عصيانه عام 1627. وبعد الاستيلاء على سورابايا عام 1625، توقف التوسع حيث كانت الإمبراطورية تكتنفها الثورات. وفي عام 1630، استطاعت ماتارام أن تخمد العصيان في تمبايات (تقع في الجنوب الشرقي من كلاتين ريجنسي) وبين 1631-36، نجحت ماتارام في إخماد ثورة مدينة سوميدانج بالإضافة إلى مدينة أكور الواقعة غربي جزيرة جاوة. ويعتقد ام. سي. ريكليفز واتش. جي. دي جراف أن تلك الثورات التي قامت في الفترة الأخيرة من حكم السلطان أجونج كانت بسبب عدم قدرته على الاستيلاء على باتافيا عامي 1628-29، مما أثَّر على صيته بأنه لا يُقهر وألهم المـقـطـعين في ماتارام بالثورة.
وفي عام 1645، بدأ السلطان أجونج في إنشاء إيموجيري، وهي مقبرة للملوك، وتقع على بعد خمس عشرة كيلومترًا جنوب يوجياكارتا. وما زالت إيموجيري مقبرة معظم أفراد الأسرة الملكية ليوجياكارتا وسوراكارتا حتى يومنا هذا. توفَّي أجونج في ربيع 1646، بعد أن أنشأ إمبراطورية سيطرت على معظم جزيرة جاوة وامتدت حتى الجزر المجاورة.

## المآثر الثقافية
ويُنسب تطور الرقص الديني بيدهيا، والتطورات المهمة في غاميالان ووايانج لمحاكم السلطان أجونج. ومع ذلك، فعلى الأغلب لا يوجد دلائل تاريخية واضحة على الذين يزعمون بوجود إنجازات عظيمة في مجال الفن، والمعلومات المتوفرة عن الفن في تلك المحاكم غير الكافية. وبعض الدلائل المكتوبة وصلت من مجموعة صغيرة من التنويهات بذلك في الروايات الهولندية، والتي من الممكن أن يَصعُب ترجمتها.
كما يُنسب إليه أيضًا تأسيس التقويم الجاوي الفريد من نوعه - وهذا أدى إلى إنشاء تقويم مميز ومازال يُستخدم حتى الآن.

## الإرث
يُعتبر الحج إلى مُجمع مقبرته شيئًا ذا أهمية كبرى بالنسبة إلى كثير من الحجاج الجاويين، الذين يبذلون جهدًا كبيرًا من أجل الذهاب إلى إيموجيري في الأوقات والأيام المناسبة في الجاوي بالإضافة إلى التقويم الإسلامي.وفي عصر الرئيس سوكارنو كان قد لُقب بالبطل القومي لإندونيسيا
ومع ذلك، فإن تراث السلطان أجونج في مكان آخر. خضوع مناطق جديدة لأجونج جعله ينشئ بنية تنفيذية لإدارة هذه المناطق. فقد أنشأ «أقاليم» وذلك بتعيين بعض الأشخاص (وهو ما يعادل الدوق) كرئيس للمناطق والتي تُسمى (الدوقية)، وخاصة تلك المناطق التي تقع في الجزء الغربي من جزيرة جاوة، حيث كانت ماتارام في مواجهة كل من بانتين وباتافيا، المدينتان اللتان قاومتا حروب أجونج. فمقاطعة مثل كاراوانج، على سبيل المثال، قد تم بناؤها عندما عيَّن أجونج الأمير كيرتابومي كأول آديباتي لهذه المقاطعة وذلك عام 1636. وعندما سيطرت شركة الهند الشرقية الألمانية على مناطق ماتارام، قامت بالحفاظ على بنية كاديباتين . وفي ظل إدارة شركة الهند الشرقية الألمانية، تغير اسم آديباتي، يدعى الآن بوباتي، وكانوا يُدعَون ريغينتن بالإضافة إلى كاديباتين ، الذي أصبح الآن كابوباتين)، وريجينتسكابين . كان لقب بوباتي يتوقف بشكل عام على الاسم الأساسي، فعلى سبيل المثال. وكلمة آديباتي ظلَّت موجودة في النظام الاستعماري.
وقد قام الهولنديون بتجميع كابوباتين إلى مناطق تحت حكم مقيم، يُدعى ريسيدينتيز . أبقت الحكومة الإندونيسية على كابوباتين لكنها قامت بحل ريسيدينتيز في خمسينيات القرن الماضي، مما أدى إلى أن كابوباتين أصبحت أقسامًا إدارية يحكمها الإقليم مباشرة. كما أن قوانين الاستقلال المحلي التي أُعلنت عام 1999 منحت درجة عالية من الاستقلال للمقاطعات كابوباتين ، وليس للأقاليم. كما أن دولة إندونيسيا الحديثة معترفة بتراث السلطان أجونج.

## كتابات أخرى
- Pranata, Sultan Agung Hanyokrokusumo, Jakarta: Yudha Gama (In Indonesian)